# André Cicolella
André Cicolella (né en 1945 à Soissons) est un chimiste, toxicologue et chercheur français en santé environnementale, spécialiste de l’évaluation des risques sanitaires.

## Biographie
Engagé en 1971 par l’Institut national de recherche et de sécurité (INRS), il y travaille notamment sur les effets des éthers de glycol sur la santé. Au début des années 1990, il met ainsi au point un programme de recherche sur huit ans et organise, pour le 16 avril 1994, un symposium international. Mais une semaine avant la tenue de ce symposium, son contrat de travail est rompu pour « faute grave ». Le 17 juin 1998, la cour d'appel, et le 11 octobre 2000, la chambre sociale de la Cour de cassation, après six années de procédure, le rétablissent dans ses droits en reconnaissant le caractère abusif de son licenciement. La cour de cassation reconnaît pour la première fois dans son arrêt la nécessité de « l’indépendance due aux chercheurs », l’employeur devant « exercer son pouvoir hiérarchique dans le respect des responsabilités » qui leur sont confiées.
En s'appuyant sur des travaux de sociologues et de juristes qu'il fréquente, comme Francis Chateauraynaud et Marie-Angèle Hermitte, André Cicolella entreprend de faire connaître la cause des lanceurs d'alerte en proposant de leur accorder une protection juridique. Il organise à cette fin avec Jacques Testart et la Fondation Sciences Citoyennes alors naissante, un premier colloque à l'Université de Jussieu en 2003, puis un second au Sénat, avec Marie-Christine Blandin, Corinne Lepage et Jacques Testart, en mars 2008.
De 1994 à 2015, il est chercheur en évaluation des risques sanitaires à l’Institut national de l'environnement industriel et des risques (INERIS).
En 2009, il crée, avec notamment l'aide de l'association Générations futures et du WWF, l'association Réseau Environnement Santé (RES), dont il est président. Cette association est à l'origine de l'interdiction du bisphénol A dans les biberons et de l'interdiction du perchloroéthylène pour le nettoyage à sec. André Cicolella représente RES au sein du conseil d'administration de la Maison des Lanceurs d'Alerte, créée en 2018.
Il préside la Fondation Sciences citoyennes (FSC) de sa création en 2002 à 2007, et fait aujourd'hui partie du conseil d'administration.
Il est responsable de la Commission santé des Verts de 2000 à 2009.
André Cicolella est à l'origine de la création avec le député vert André Aschieri de l'Agence française de sécurité sanitaire de l'environnement (AFSSE) en 2001, devenue Afsset en 2005.
Ses sujets de recherche concernent notamment l'étude de la relation environnement — cancer, ainsi que les matériaux antiadhésifs des ustensiles de cuisine, qui polluent les nappes phréatiques, perturbent les écosystèmes et se révèlent nocifs. 

## Publications
- André Cicolella et Dorothée Benoit Browaeys, Alertes Santé, Paris, Fayard, 2005, 421 p. (ISBN 2-213-61918-2)
- Le Défi des épidémies modernes : Comment sauver la Sécu en changeant le système de santé, La Découverte, 13 avril 2007, 141 p. (ISBN 978-2-7071-5141-4 et 2-7071-5141-6, OCLC 421854319)
- Toxique Planète. Le Scandale invisible des maladies chroniques, Éditions du Seuil, 2013, 320 p.  (ISBN 978-2-02-106145-1)
- Cancer du sein. En finir avec l’épidémie, éditions Les Petits matins, 2016.